# Dasyscorpiops
Dasyscorpiops je rod štírů čeledi Euscorpidae. Byl popsán roku 1974 a obsahuje pouze jediný druh.
Dasyscorpiops grandjeani Vachon, 1974.